# Шитий код
В комп'ютерних науках зшитий код — це техніка при програмуванні, де код має форму, яка по своїй будові повністю складається з викликів підпрограм. Він часто використовується в компіляторах, які можуть генерувати код в цій формі або самі реалізовуватись в цій формі. Код може бути оброблений інтерпретатором або просто представляти собою послідовність команд виклику машинного коду.
Зшитий код має кращу щільність, аніж код, що генерується альтернативними методами генерації і альтернативними погодженнями щодо викликів. В кешованих архітектурах він може виконуватись повільніше. Але програма, достатньо маленька, щоб вміститися в кеш процесору комп'ютера, може працювати швидше, аніж велика програма, яка страждає від багатьох промахів кешу.
Зшитий код найбільш відомий своїм використанням в багатьох компіляторах мов програмування. Наприклад, Forth, велика кількість реалізацій BASIC, деякі реалізації COBOL, ранні версії В та інші мови для невеликих мінікомп'ютерів тощо.
Щоб зекономити місце, програмісти утиснули списки викликів підпрограм в прості списки адрес підпрограм і використовували невеликий цикл для виклику кожної підпрограми по черзі.

## Моделі потоків
- Пряма багатопоточність (Direct threading)
- Непряма багатопоточність (Indirect threading)
- Багатопоточність підпрограм (Subroutine threading)
- Багатопоточність токенів (Token threading)
- Багатопоточність Хафмана Huffman threading
- Менш використовувана багатопоточність (Lesser-used threading)